# Вулька (гміна Поддембіце)
Вулька (пол. Wólka) — село в Польщі, у гміні Поддембиці Поддембицького повіту Лодзинського воєводства.
Населення — 144 особи (2011).
У 1975-1998 роках село належало до Серадзького воєводства.

## Демографія
Демографічна структура станом на 31 березня 2011 року:
|          | Загалом | Допрацездатний вік | Працездатний вік | Постпрацездатний вік |
| -------- | ------- | ------------------ | ---------------- | -------------------- |
| Чоловіки | 68      | 13                 | 42               | 13                   |
| Жінки    | 76      | 12                 | 46               | 18                   |
| Разом    | 144     | 25                 | 88               | 31                   |